# Krzysztof Jakubowski (szachista)
Krzysztof Jakubowski (ur. 23 września 1983 w Łomży) – polski szachista, arcymistrz od 2009 roku.

## Kariera szachowa
W szachy gra od piątego roku życia. Jest wielokrotnym medalistą mistrzostw Polski juniorów: dwukrotnie srebrnym (1993 – do lat 10, Trzebinia 2002 – do lat 20) oraz trzykrotnie brązowym (1995 – do lat 12, Wisła 2000 – do lat 18, Zakopane 2001 – do lat 18). Zdobył również dwa medale drużynowych mistrzostw Polski juniorów (złoty – 1998 i srebrny – 2001). W roku 2001 zdobył tytuł mistrza Polski juniorów do lat 18 w szachach błyskawicznych. W 2002 r. wygrał Mistrzostwa Polski w szachach szybkich do lat 20 (Koszalin). Kilkukrotnie wystąpił w finałach mistrzostw kraju seniorów. Najlepsze miejsce jakie osiągnął to VI w 2014 r. (Warszawa).Trzykrotnie wygrywał Mistrzostwa Warszawy w latach 2003, 2004 i 2005.
Wielokrotnie brał udział w mistrzostwach świata i Europy juniorów. Największy sukces w karierze osiągnął w roku 1999, zdobywając w Grecji tytuł wicemistrza Europy do 16 lat.
W 2001 r. zwyciężył w otwartym turnieju w Avilés. W 2005 r. triumfował w Gausdal (turniej B), zajął II miejsce w Aarhus oraz podzielił II miejsce w turnieju open w Ostródzie. W 2006 r. zwyciężył w Brnie. W 2014 r. podzielił II miejsce w turnieju Banca Feroviara Open w Aradzie.
Najwyższy ranking w dotychczasowej karierze osiągnął 1 marca 2016 r., z wynikiem 2576 punktów zajmował wówczas 14. miejsce wśród polskich szachistów.